# Reposià
Reposià, en llatí Reposianus, fou probablement un poeta romà.
El seu nom apareix lligat a un poema de 182 versos hexàmetres titulat "Concubitus Martis et Veneris". De l'autor no se'n sap res encara que per l'estil és d'una època tardana. L'estil és gràcil, i està ple d'imatges brillants. L'obra està inclosa a l'Antologia llatina. Johann Christian Wernsdorf va llençar la hipòtesi que el nom correcte podria ser Nepotianus, però no s'ha pogut confirmar.